# Entorrhiza
Entorrhiza är ett släkte av svampar. Entorrhiza ingår i familjen Entorrhizaceae, ordningen Entorrhizales, klassen Entorrhizomycetes, divisionen basidiesvampar och riket svampar.
| Entorrhiza | \| \| Entorrhiza caricicola \| \| \| \| \| \| Entorrhiza casparyana \| \| \| \| \| \| Entorrhiza cellulicola \| \| \| \| \| \| Entorrhiza aschersoniana \| \| \| \| \| \| Entorrhiza scirpicola \| \| \| \| \| \| Entorrhiza raunkiaeriana \| \| \| \| \| \| Entorrhiza cypericola \| \| \| \| \| \| Entorrhiza fineranae \| \| \| \| \| \| Entorrhiza parvula \| \| \| \| \| \| Entorrhiza guttiformis \| \| \| \| \| \| Entorrhiza casparyanella \| \| \| \| \| \| Entorrhiza globoidea \| \| \| \| \| \| Entorrhiza citriformis \| \| \| \| \| \| Entorrhiza seminarii \| \| \| \| |
|            | \| \| Entorrhiza caricicola \| \| \| \| \| \| Entorrhiza casparyana \| \| \| \| \| \| Entorrhiza cellulicola \| \| \| \| \| \| Entorrhiza aschersoniana \| \| \| \| \| \| Entorrhiza scirpicola \| \| \| \| \| \| Entorrhiza raunkiaeriana \| \| \| \| \| \| Entorrhiza cypericola \| \| \| \| \| \| Entorrhiza fineranae \| \| \| \| \| \| Entorrhiza parvula \| \| \| \| \| \| Entorrhiza guttiformis \| \| \| \| \| \| Entorrhiza casparyanella \| \| \| \| \| \| Entorrhiza globoidea \| \| \| \| \| \| Entorrhiza citriformis \| \| \| \| \| \| Entorrhiza seminarii \| \| \| \| |
|            | Talbotiomyces |
|            | |
|            | Entorrhiza caricicola |
|            | |
|            | Entorrhiza casparyana |
|            | |
|            | Entorrhiza cellulicola |
|            | |
|            | Entorrhiza aschersoniana |
|            | |
|            | Entorrhiza scirpicola |
|            | |
|            | Entorrhiza raunkiaeriana |
|            | |
|            | Entorrhiza cypericola |
|            | |
|            | Entorrhiza fineranae |
|            | |
|            | Entorrhiza parvula |
|            | |
|            | Entorrhiza guttiformis |
|            | |
|            | Entorrhiza casparyanella |
|            | |
|            | Entorrhiza globoidea |
|            | |
|            | Entorrhiza citriformis |
|            | |
|            | Entorrhiza seminarii |
|            | |

|  | Entorrhiza caricicola    |
|  |                          |
|  | Entorrhiza casparyana    |
|  |                          |
|  | Entorrhiza cellulicola   |
|  |                          |
|  | Entorrhiza aschersoniana |
|  |                          |
|  | Entorrhiza scirpicola    |
|  |                          |
|  | Entorrhiza raunkiaeriana |
|  |                          |
|  | Entorrhiza cypericola    |
|  |                          |
|  | Entorrhiza fineranae     |
|  |                          |
|  | Entorrhiza parvula       |
|  |                          |
|  | Entorrhiza guttiformis   |
|  |                          |
|  | Entorrhiza casparyanella |
|  |                          |
|  | Entorrhiza globoidea     |
|  |                          |
|  | Entorrhiza citriformis   |
|  |                          |
|  | Entorrhiza seminarii     |
|  |                          |

## Bildgalleri

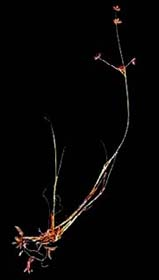